# Liebenau (Nedersaksen)
Liebenau is een gemeente in de Duitse deelstaat Nedersaksen. De gemeente maakt sedert 1 november 2021 deel uit van de Samtgemeinde Weser-Aue, en tot aan die datum van de Samtgemeinde Liebenau in het Landkreis Nienburg/Weser.
Liebenau telt 3.903 inwoners.
Voor meer informatie zie onder Samtgemeinde Weser-Aue.
- Bibliothèque nationale de France: cb11973837k (data)
- Gemeinsame Normdatei: 4035647-4
- Library of Congress Control Number: n83180896
- MusicBrainz: ddcf5a85-6422-479f-ba80-02d61fa90f16
- Nationale Bibliotheek van Israël: 987007559970505171
- Virtual International Authority File: 151310798

Balge · 
Binnen · 
Bücken · 
Diepenau · 
Drakenburg · 
Estorf · 
Eystrup · 
Gandesbergen · 
Hämelhausen · 
Haßbergen · 
Hassel (Weser) · 
Heemsen · 
Hilgermissen · 
Hoya · 
Hoyerhagen · 
Husum · 
Landesbergen · 
Leese · 
Liebenau · 
Linsburg · 
Marklohe · 
Nienburg/Weser · 
Pennigsehl · 
Raddestorf · 
Rehburg-Loccum · 
Rodewald · 
Rohrsen · 
Schweringen · 
Steimbke · 
Steyerberg · 
Stöckse · 
Stolzenau · 
Uchte · 
Warmsen · 
Warpe · 
Wietzen